# Самко, Владимир Егорович
Владимир Егорович Самко (22.8.1923, Сумская область — 21.9.1984) — сапер 77-го отдельного гвардейского саперного батальона 70-й гвардейской стрелковой дивизии 38-й армии 4-го Украинского фронта, гвардии ефрейтор; командир отделения саперов 77-го отдельного гвардейского саперного батальона, гвардии младший сержант.

## Биография
Родился 22 августа 1923 года в селе Мутин Кролевецкого района Сумской области Украины в семье крестьянина. Украинец. Окончил 7 классов. Работал автоэлектрослесарем в селе Мутин Сумской области.
До освобождения родного села от немецких войск жил на временно оккупированной территории.
В Красной Армии и на фронте в Великую Отечественную войну с сентября 1943 года. Отличился во время Корсунь-Шевченковской операции, освобождении городов Каменец-Подольский, Львов, Прага, на Дуклинском перевале, форсировании рек Вислока, Опава.
Сапер 77-го отдельного гвардейского саперного батальона гвардии ефрейтор Владимир Самко, следуя в боевых порядках штурмового батальона с группой саперов, под огнём 20 января 1945 года разминировал мост через реку Вислока в районе населенного пункта Дембовец, способствуя продвижению по нему стрелковых подразделений. Приказом от 27 января 1945 года «за образцовое выполнение заданий командования в боях с немецко-фашистскими захватчиками» гвардии ефрейтор Самко Владимир Егорович награждён орденом Славы 3-й степени.
Командир отделения 77-го отдельного гвардейского саперного батальона Владимир Самко 15 февраля 1945 года в боях южнее города Острава в составе взвода отразил восемь контратак противника, лично истребив свыше десяти солдат. Приказом от 29 марта 1945 года «за образцовое выполнение заданий командования в боях с немецко-фашистскими захватчиками» гвардии ефрейтор Самко Владимир Егорович награждён орденом Славы 2-й степени.
1 мая 1945 года командир отделения саперов 77-го отдельного гвардейского саперного батальона гвардии младший сержант Владимир Самко при нападении противника на наблюдательный пункт дивизии около населенного пункта Вишковице одним из первых поднялся в атаку, уничтожил троих гитлеровцев, четверых взял в плен. Указом Президиума Верховного Совета СССР от 15 мая 1946 года «за образцовое выполнение заданий командования в боях с немецко-фашистскими захватчиками» гвардии младший сержант Самко Владимир Егорович награждён орденом Славы 1-й степени, став полным кавалером ордена Славы.
После войны продолжал службу в рядах Советской Армии. В 1947 году старшина В. Е. Самко демобилизован. Жил в селе Мутин. Работал автоэлектрослесарем в колхозе «Украина» Кролевецкого района. Скончался 21 сентября 1984 года.
Награждён орденами Славы 1-й, 2-й и 3-й степени, медалями.